# Acutaspis albopicta
Acutaspis albopicta är en insektsart som först beskrevs av Cockerell 1898.  Acutaspis albopicta ingår i släktet Acutaspis och familjen pansarsköldlöss. Inga underarter finns listade i Catalogue of Life.